# Joseph Marant
Joseph Marant est un homme politique français né le 17 juin 1755 à Bulgnéville (Vosges) et décédé le 2 janvier 1843 au même lieu.

## Biographie
Négociant à Bulgnéville, il est administrateur du district en 1790 et député des Vosges de 1791 à 1792 à l'assemblée législative. Dans cette assemblée, il appartient au comité de l'examen des comptes.
Non réélu à la Convention, il devint maire de Bulgneville. il devint conseiller général des Vosges en 1807.